# Elizabeth River (Virginie)

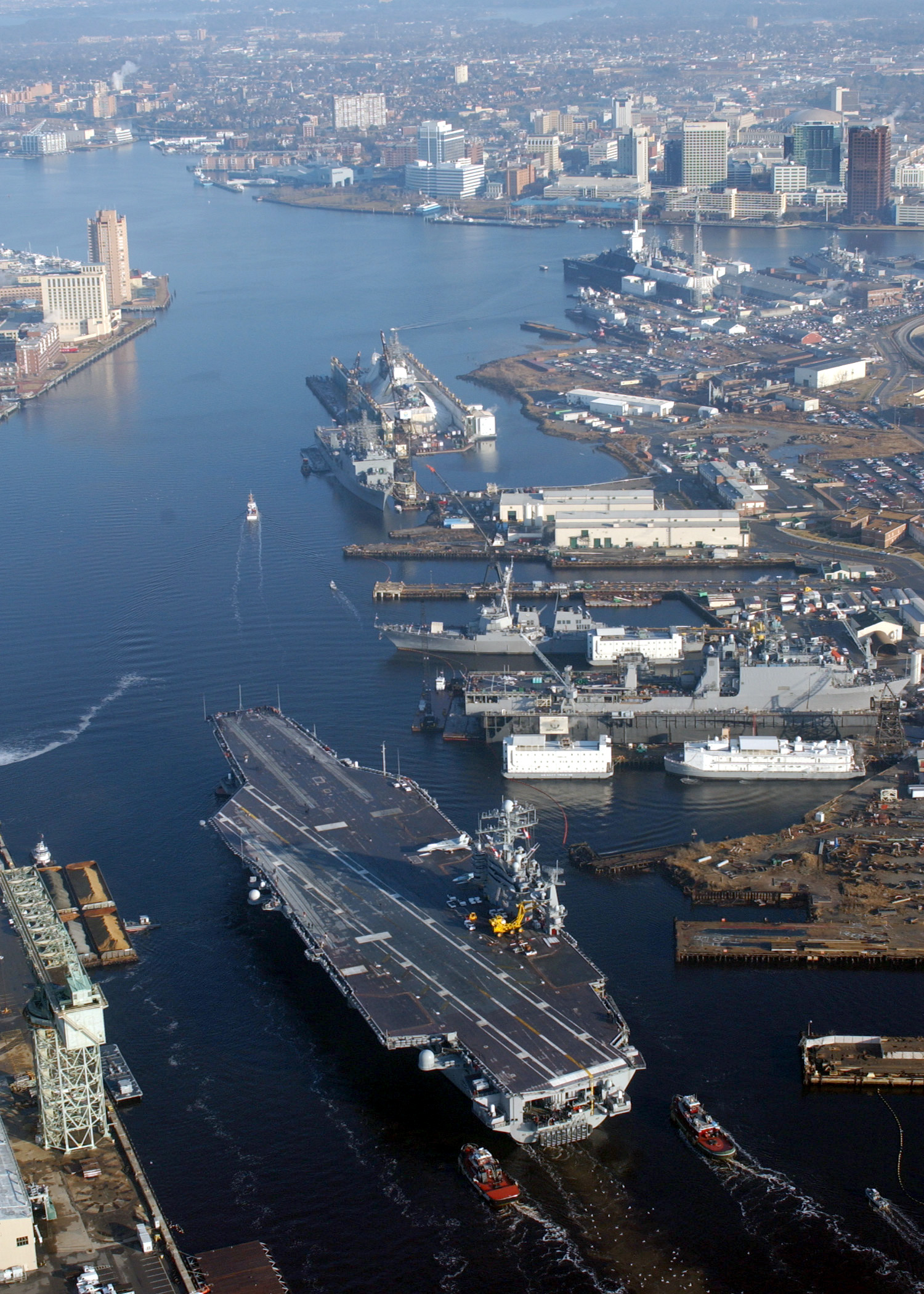

L'Elizabeth River est un estuaire formé par un des bras de Hampton Roads à l’extrémité sud de la baie de Chesapeake au sud-est de la Virginie aux États-Unis.
Elle se trouve le long de la rive sud du James River entre les villes de Portsmouth et de Norfolk. Un port commercial et militaire y est installé.
La branche principale de l’estuaire fait environ huit kilomètres de long et 3,2 kilomètres de large à son embouchure. Elle se divise, à son extrémité sud, en trois ramifications nommées respectivement East Branch, South Branch, et West Branch et a comme affluent le petit fleuve Lafayette sur sa rive est, près de l’embouchure.
L’estuaire a été nommé ainsi par les premiers colons au début du XVIIe siècle en l’honneur de la princesse Élisabeth Stuart, la fille du roi Jacques Ier d'Angleterre.
En 1993, une organisation non-gouvernementale (nommée Elizabeth River Project) a été créée en partenariat avec le gouvernement, les entreprises et communautés locales, pour restaurer l’environnement de l’estuaire, fortement pollué.